# Hemithyrsocera ferruginea
Hemithyrsocera ferruginea är en kackerlacksart som först beskrevs av Brunner von Wattenwyl 1893.  Hemithyrsocera ferruginea ingår i släktet Hemithyrsocera och familjen småkackerlackor. Inga underarter finns listade i Catalogue of Life.